# 보덴시

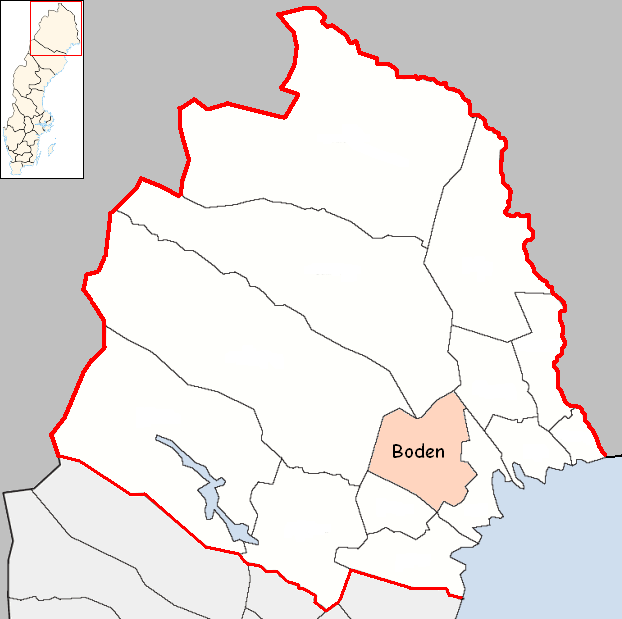
보덴 시의 위치

보덴시(스웨덴어: Bodens kommun)는 스웨덴 노르보텐주에 위치한 지방 자치체로 행정 중심지는 보덴이며 면적은 4,285.13km2, 인구는 28,042명(2016년 12월 31일 기준), 인구 밀도는 6.5명/km2이다.

시 문장